# Valea Florilor
Valea Florilor – wieś w Rumunii, w okręgu Kluż, w gminie Ploscoș. W 2011 roku liczyła 265 mieszkańców.